# Ulrich Luhn
Ulrich Luhn (* 1. April 1941 in Berlin) ist ein ehemaliger deutscher Ruderer. Er war 1966 Weltmeister im Achter.
Luhn startete für die Ruder Union Arkona Berlin. 1965 gewann der Berliner Vierer mit Steuermann in der Besetzung Rüdiger Henning, Peter Hertel, Ulrich Luhn, Peter Kuhn und Steuermann Uwe Trompler den deutschen Meistertitel. Bei den Ruder-Europameisterschaften belegte dieser Vierer den zweiten Platz hinter dem sowjetischen Vierer. 1966 rückten die Berliner Ruderer mit Ausnahme von Trompler in den Deutschland-Achter, mit dem sie sowohl den deutschen Meistertitel als auch den Weltmeistertitel gewannen.
Mit Horst Meyer, Dirk Schreyer, Rüdiger Henning und Ulrich Luhn saßen noch vier Ruderer aus dem Weltmeister-Achter des Vorjahres in dem Achter, der bei den Deutschen Meisterschaften 1967 gewann. Der neu zusammengestellte Achter siegte kurz darauf auch bei den Ruder-Europameisterschaften 1967 in Vichy. Im Juni 1968 zog sich Ulrich Luhn eine Fingerverletzung zu, durch die er seinen Platz im Deutschland-Achter an Lutz Ulbricht verlor. Für die Olympischen Spiele 1968 wurde Luhn als Ersatzruderer nominiert, kam aber auch nach der Erkrankung von Roland Böse nicht zum Einsatz.
Für seine sportlichen Erfolge wurde er am 10. Mai 1967 mit dem Silbernen Lorbeerblatt ausgezeichnet.